# Discestra dalmatina
Discestra dalmatina là một loài bướm đêm trong họ Noctuidae.